# Collio (territorio)
Il Collio (Cuei in friulano, Goriška Brda in sloveno) è un'area geografica collinare divisa tra Italia (provincia di Gorizia) e Slovenia (Goriziano), che si estende tra il corso del fiume Isonzo ed il suo affluente di destra, fiume Iudrio, delimitata a sud dalla pianura friulana e a nord dalle frazioni di Mernico (Dolegna del Collio), Cobaler (Canale d'Isonzo) e Lasizze (Canale d'Isonzo), confinando a nord con il territorio della zona delle valli del Natisone.

## Geografia

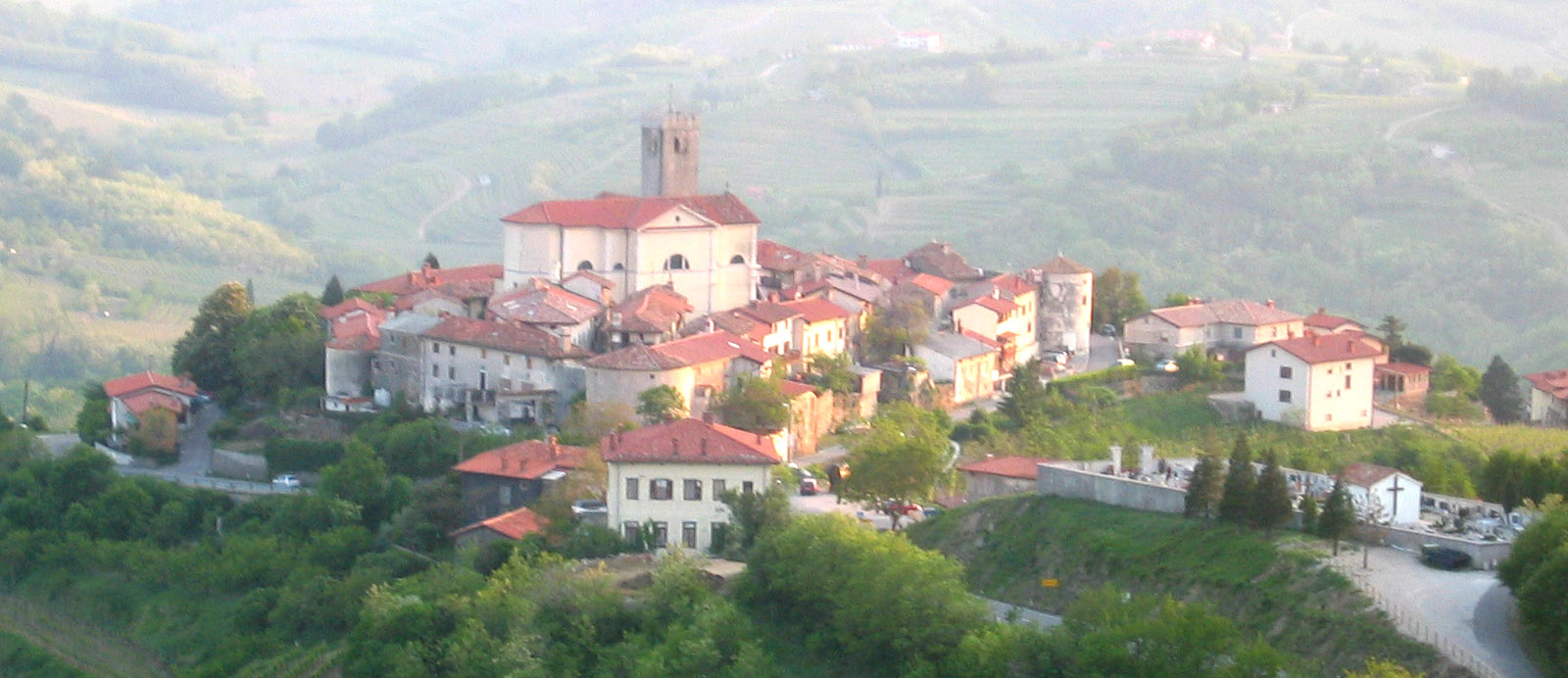
Il villaggio di San Martino

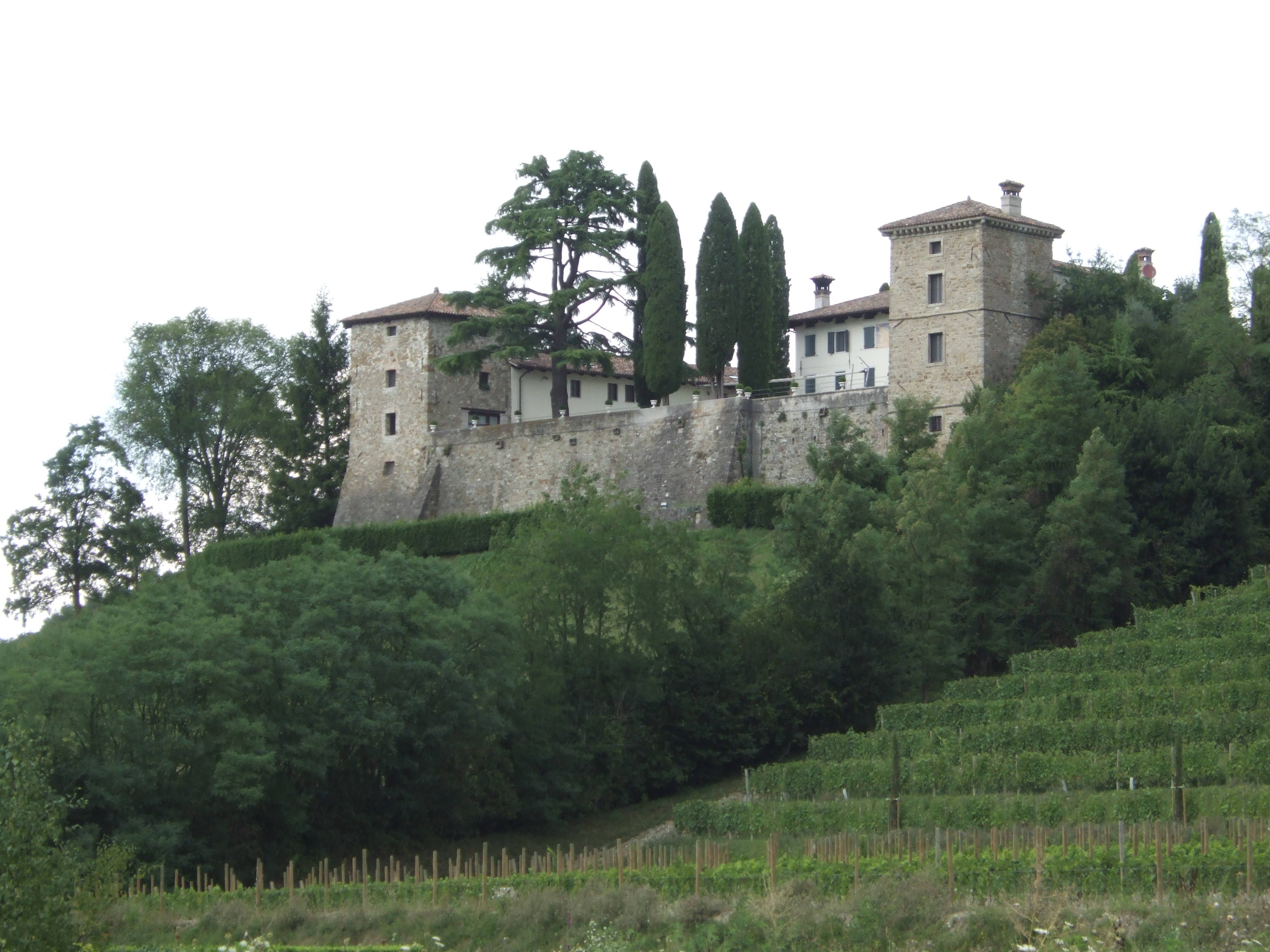
Il castello di Trussio a Dolegna

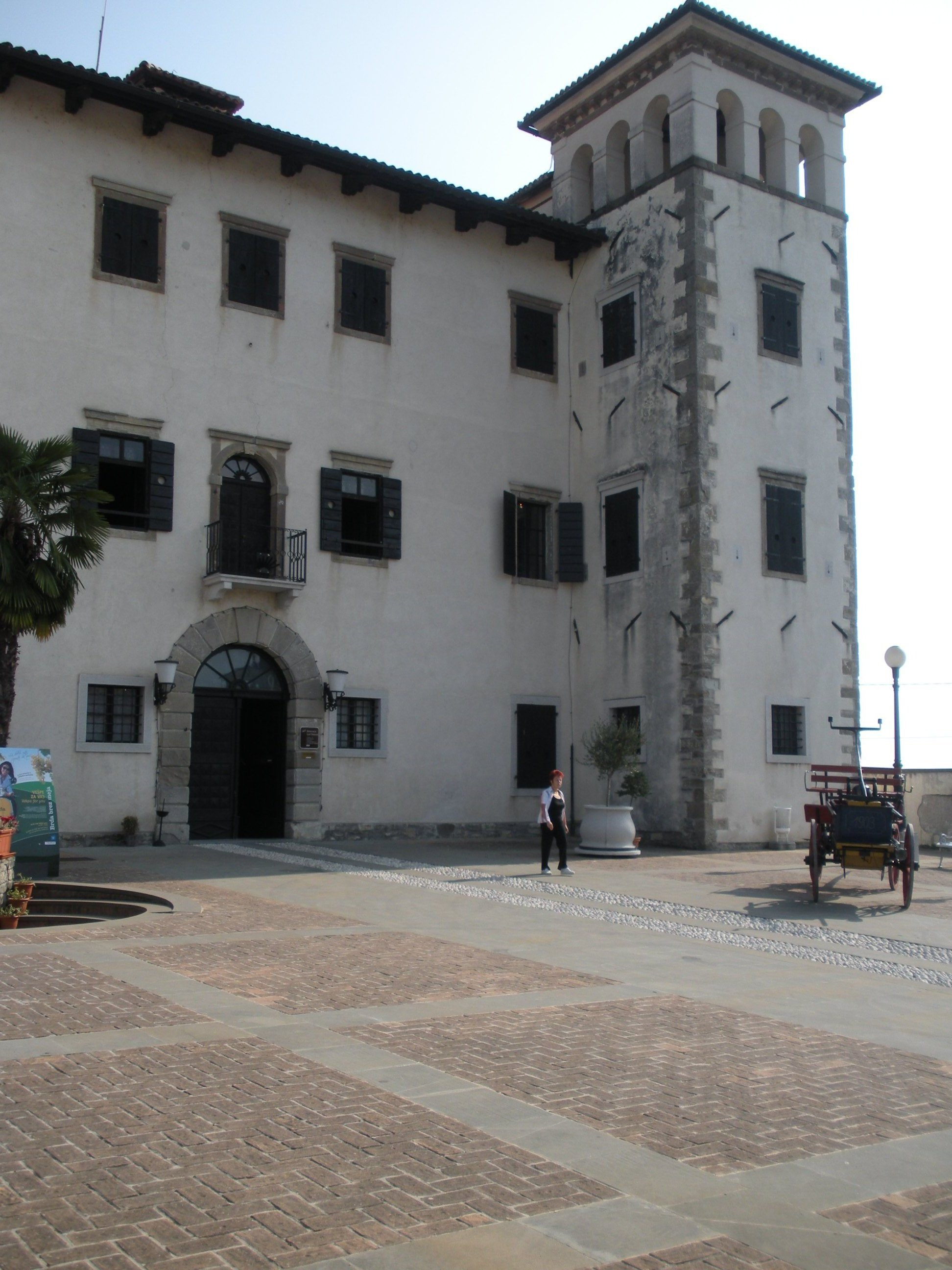
Il castello a Castel Dobra

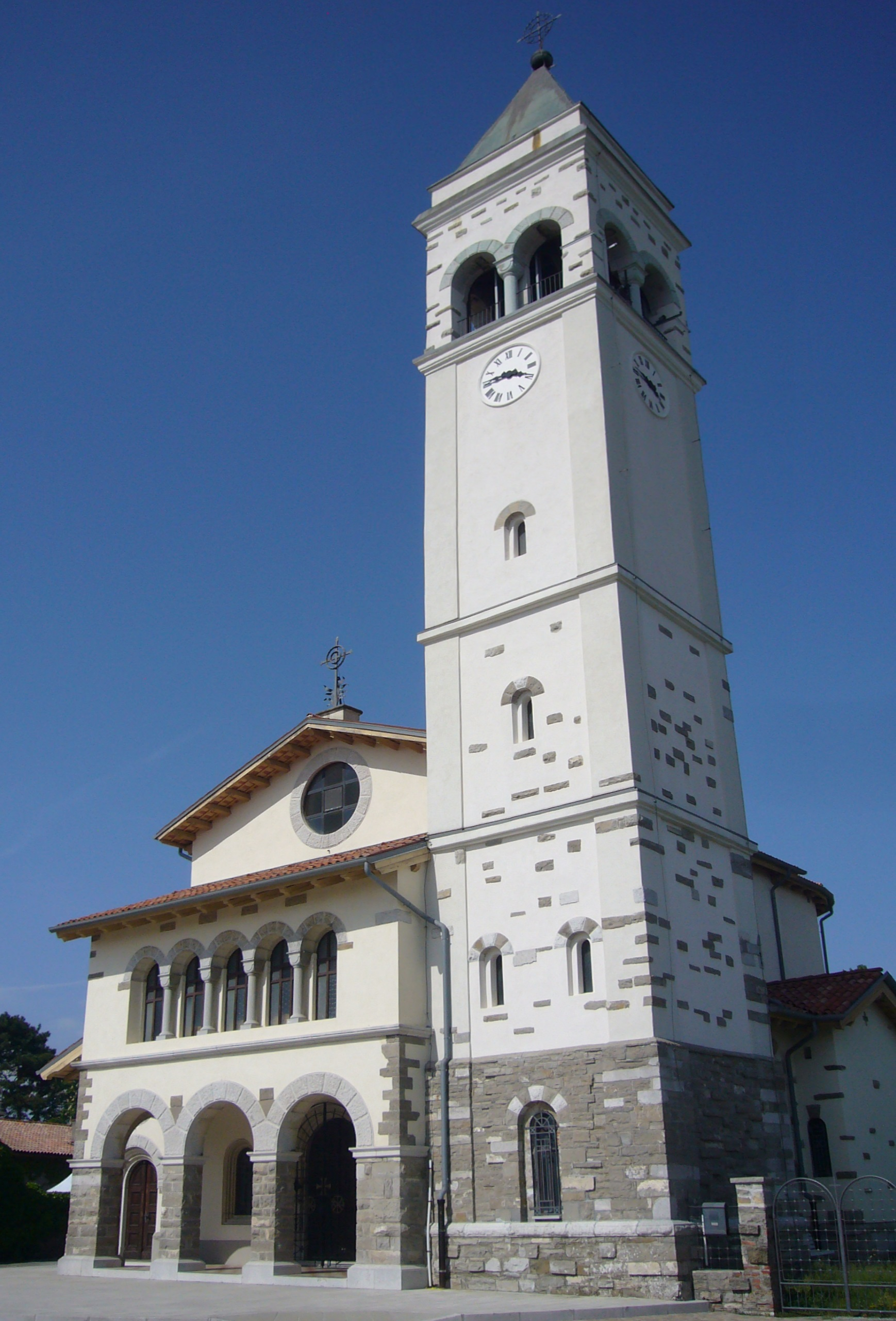
San Floriano del Collio

Fanno parte del Collio italiano i seguenti comuni della ex provincia di Gorizia:
- Gorizia (Gorica) con le sue frazioni di:
  - Piuma (Pevma)
  - Oslavia (Oslavje)
  - San Mauro (Šmaver)
  - Lucinico (Ločnik)
  - Piedimonte del Calvario (Podgora)
  - Gardiscutta (Gardiscjuta)
- Cormons (Krmin) con le frazioni di:
  - Brazzano (Bračan)
  - Novali (Novaje)
  - Plessiva (Plešivo)
  - Pradis (Pradež)
  - Zegla (Ceglo)
  - Monte Quarin (Castello di Cormons)
- San Floriano del Collio (Števerjan) con le frazioni di:
  - Asci (Ašči)
  - Bivio (Križišče)
  - Bucuie (Bukovje)
  - Giasbana (Jazbine)
  - Groina (Grojna)
  - Scedina (Ščedno)
  - Sovenza (Sovenca)
  - Uclanzi (Klanec)
  - Valerisce (Valerišče)
- Dolegna del Collio con le frazioni di:
  - Mernico
  - Restocina
  - Ruttars
  - Scriò
  - Trussio
  - Lonzano
  - Vencò
- Medea
- Mossa
- Capriva del Friuli

Fanno parte del Collio sloveno nell'ambito della regione statistica del Goriziano (Goriška):
- Collio (Brda) con le frazioni, già parte fino al 1947 della provincia di Gorizia, di:
  - Biljana
  - Fojana
  - Castel Dobra (Dobrovo, sede comunale)
  - Medana
  - Neblo
  - Kozana
  - Vipulzano (Vipolže)
  - Cerò di Sotto (Dolnje Cerovo)
  - Cerò di Sopra (Gornje Cerovo)
  - Colmo (Hum)
  - San Martino Collio (Šmartno)
  - Quisca (Kojsko)
  - Vedrijan
  - Višnjevik
  - Vrhovlje pri Kojskem
  - Cosbana nel Collio (Kožbana)

## Storia
Il territorio, geograficamente parte del Friuli, condivise le sorti con la sua storia; nello specifico, dopo la caduta del Patriarcato di Aquileia, fece parte della Contea di Gorizia asburgica fino al 1918. Durante la prima guerra mondiale fu luogo degli scontri per l'occupazione italiana di Gorizia; assegnato all'Italia alla fine della guerra, entrò a far parte interamente della provincia di Gorizia. Dal 1943 fu inglobato nel Litorale Adriatico tedesco fino al 1945 quando venne occupato per un breve periodo dai partigiani iugoslavi di Tito. Nel trattato di pace di Parigi venne assegnato quasi interamente alla Jugoslavia; dal 1991 la parte ex jugoslava del Collio è entrata a far parte della Repubblica slovena.

## Società

### Lingue
La parte del Collio che si trova in Slovenia è interamente di lingua slovena. Sul lato italiano del Collio a San Floriano è presente una compatta comunità di lingua slovena; a Piuma, Oslavia e San Mauro e Plessiva in comune di Cormons si parla tradizionalmente oltre la lingua slovena anche la lingua friulana.

## Economia

### Agricoltura

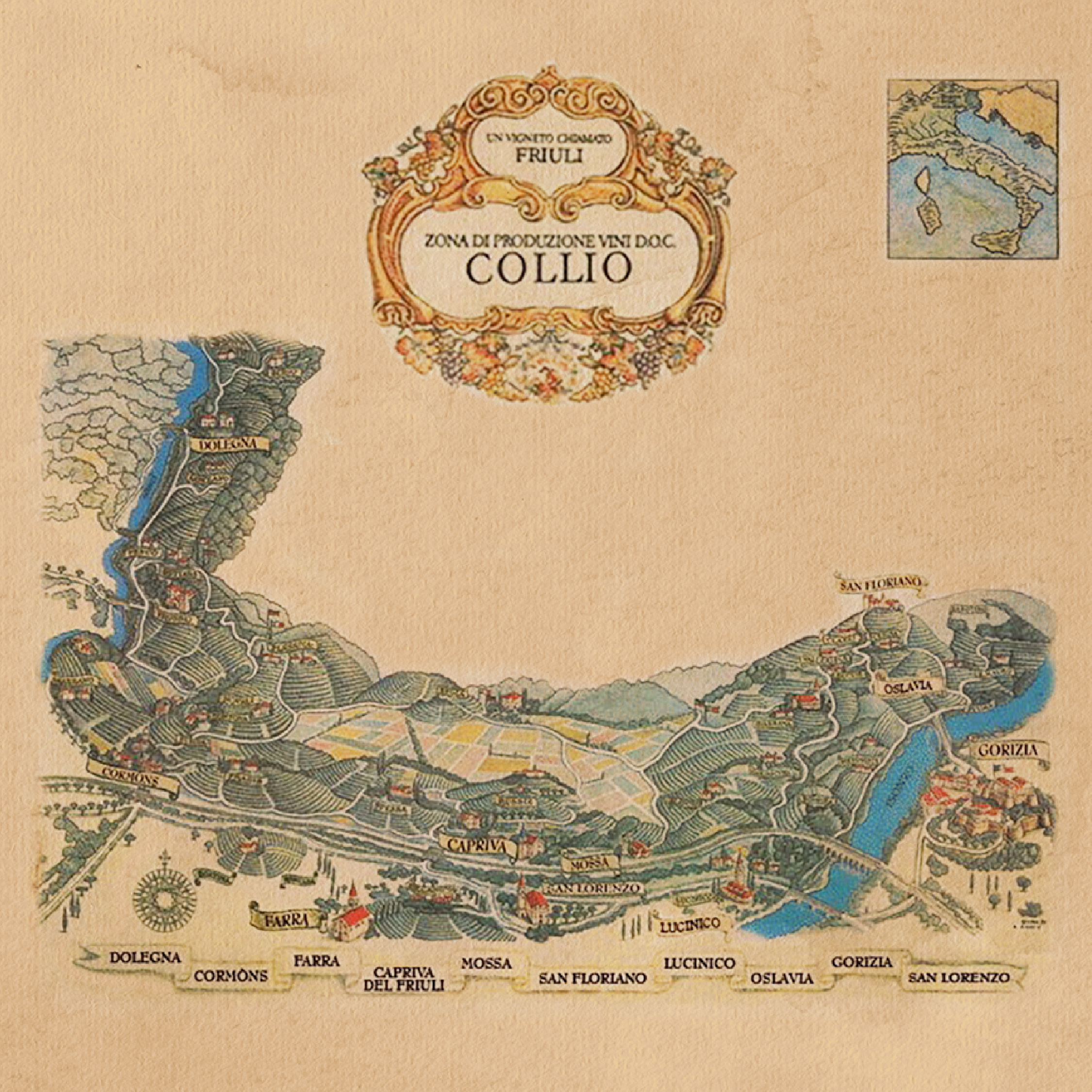
Cartina con indicata la zona vinicola del Collio

Nel Collio vengono prodotti dei vini, ai quali è assegnata la DOC "Collio Goriziano" o, più semplicemente, "Collio". Questi vini sono conosciuti anche a livello internazionale. Inoltre, come da tradizione, vengono prodotte le ciliegie. Ultimamente si sta riscoprendo anche la coltura dell'olivo.

## Galleria d'immagini

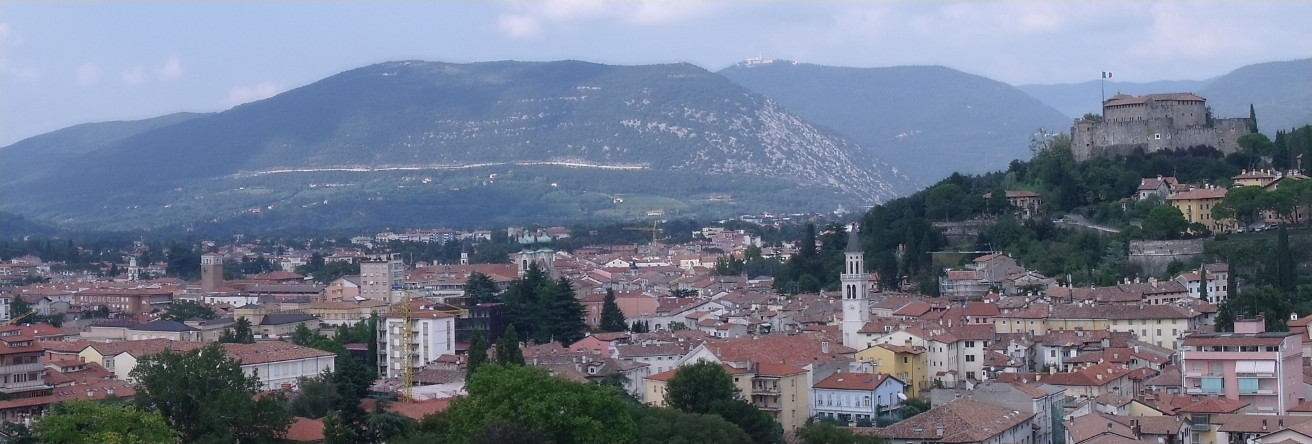
Gorizia
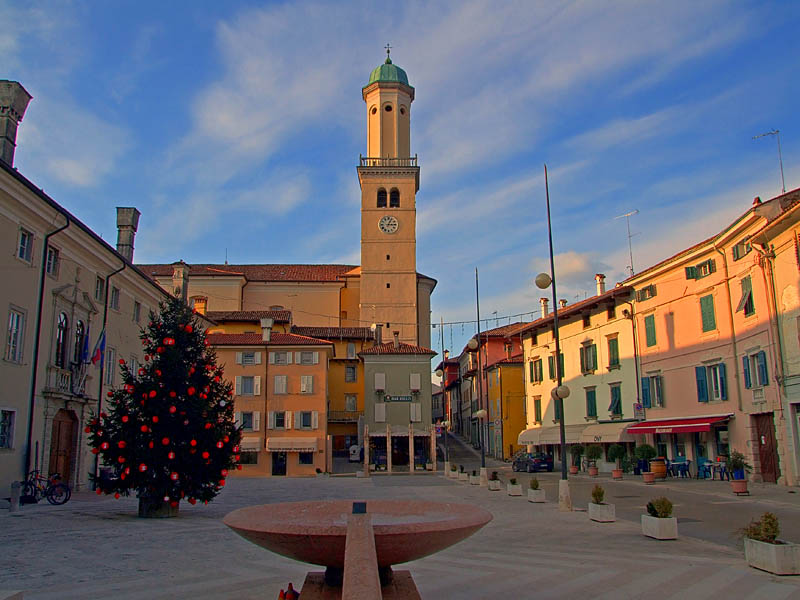
Cormons
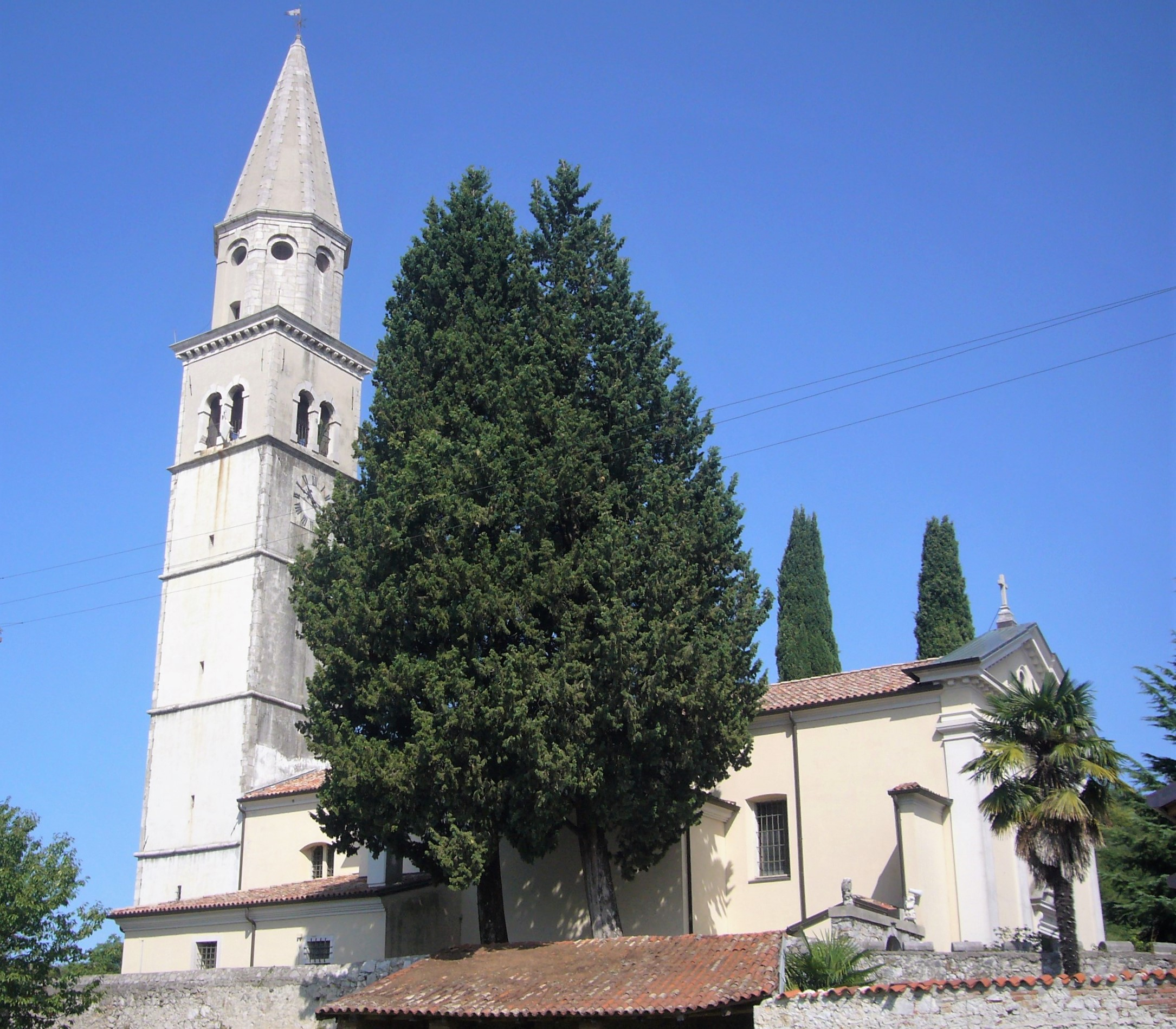
Medea
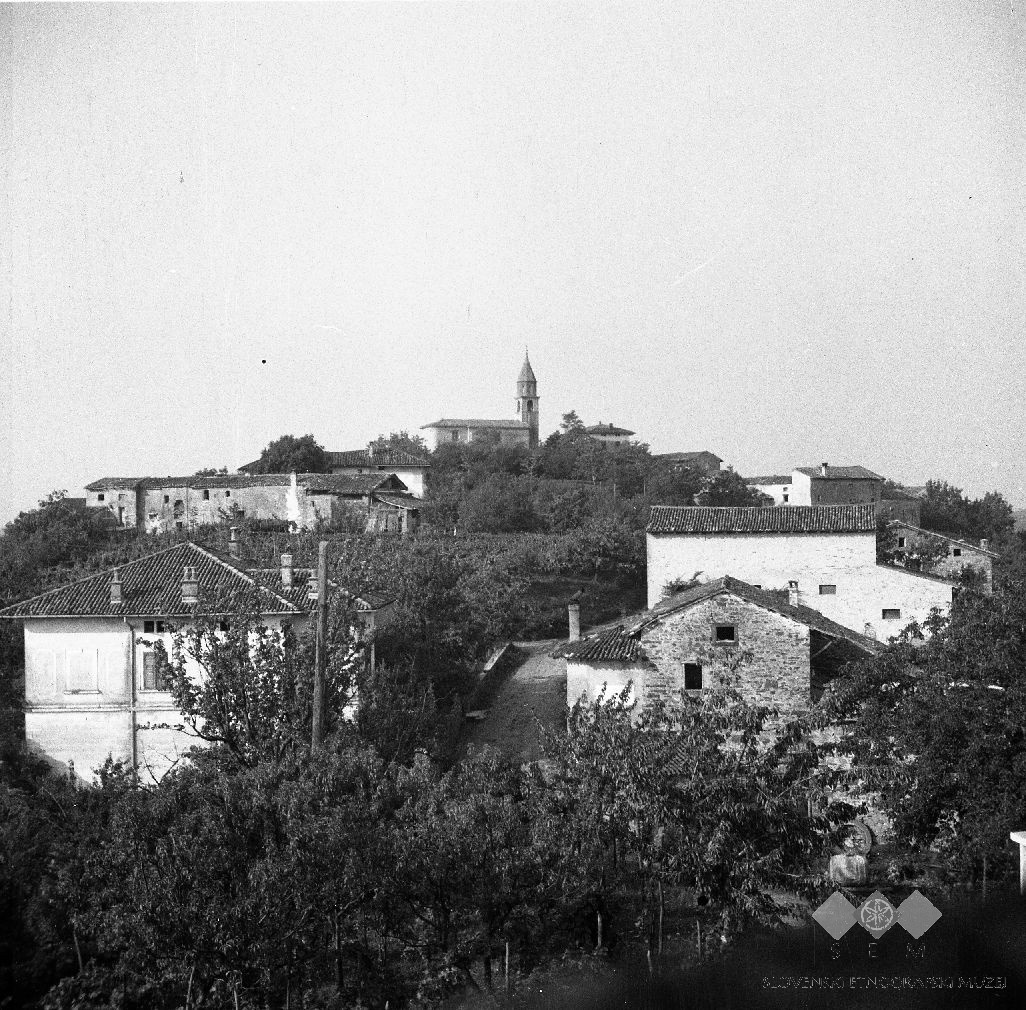
Fojana